# Église Notre-Dame-de-l'Assomption de La Grave
L’église Notre-Dame-de-l’Assomption de La Grave est une église du culte chrétien catholique, située dans le département français des Hautes-Alpes, sur la commune de La Grave, dans les Alpes. Elle fait partie d'un ensemble religieux classé monument historique depuis 1959 qui regroupe l'église, le cimetière et la chapelle des Pénitents blancs de l'Ordre de Notre-Dame de Gonfalon.

## Localisation
Cette église se trouve dans le village principal de la commune de La Grave. On y accède depuis la rue en passant par le cimetière attenant.

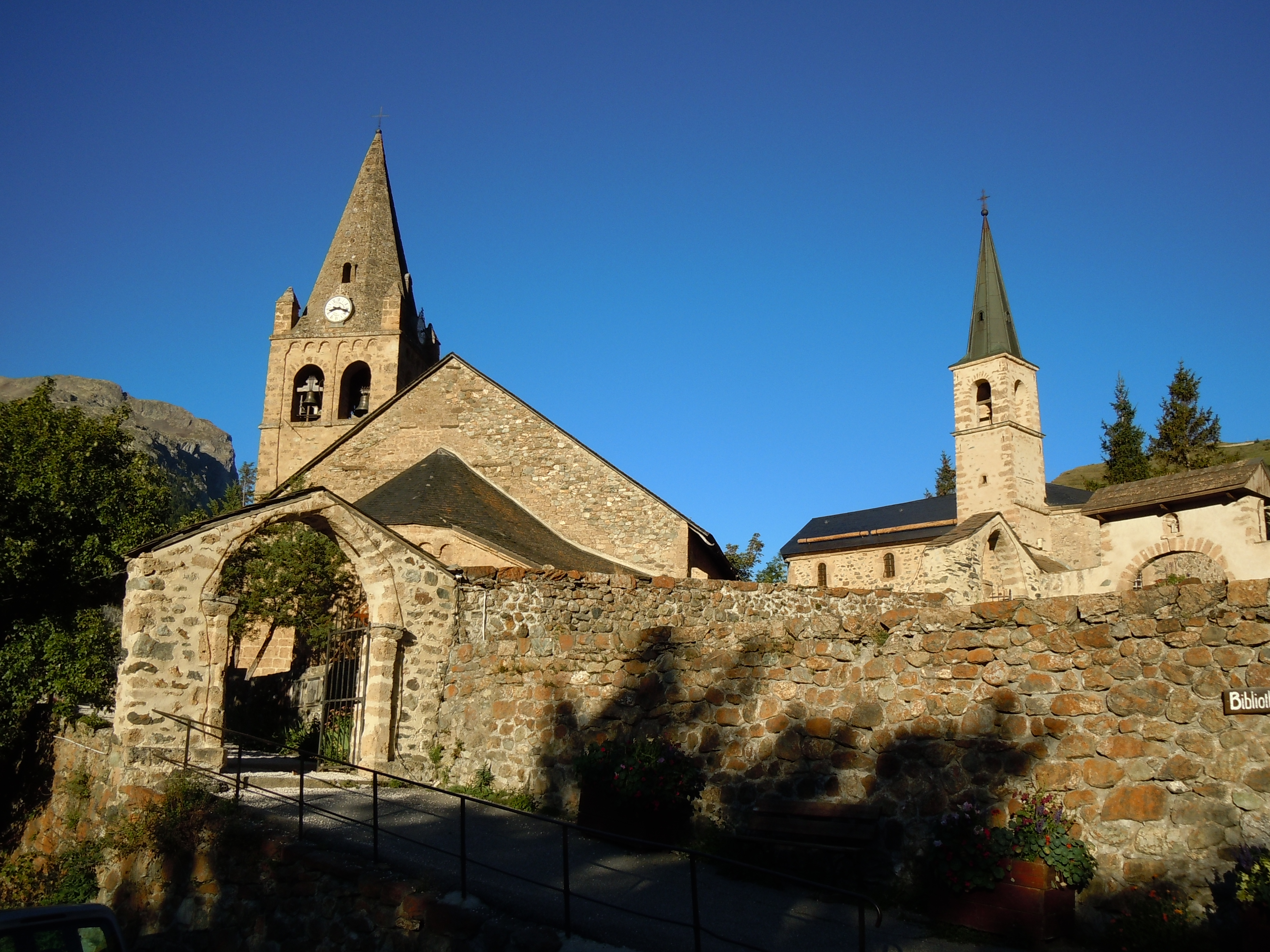
L'ensemble religieux de La Grave, composé de l'église, de la chapelle des pénitents et du cimetière.

## Historique
L'église fut érigée vers le XIe siècle et est caractérisée par un style roman lombard. Elle était autrefois nommée Notre Dame des Basses Arènes. Ses parties qui semblent les plus anciennes de par leur style architectural sont l'abside voûtée en cul-de-four et la chapelle en voûtes d'ogives de Saint-Joseph.
Le XVe siècle voit la reconstruction de l'église, avec réutilisation d'éléments antérieurs : le chœur en cul-de-four et le niveau inférieur du clocher. Sa construction se rattache alors à l'art roman lombard, comme de nombreuses églises de communautés voisines : les deux portails et la partie haute du clocher en sont notamment représentatifs. En 1587, l'édifice est en partie détruit par les troupes de Lesdiguières au cours des guerres de religion, puis reconstruit dès 1606,. Le bâtiment a par la suite connu une importante restauration en 1856 : une voûté appareillée en tuf remplace alors les lambris en berceau et la toiture est surélevée. Il connaît un remaniement en 1857 et des décors peints y sont réalisés au XIXe siècle.
Le XXe siècle voit son classement en tant que monument historique en 1959, et la réfection de sa toiture en 1984.

## Description architecturale

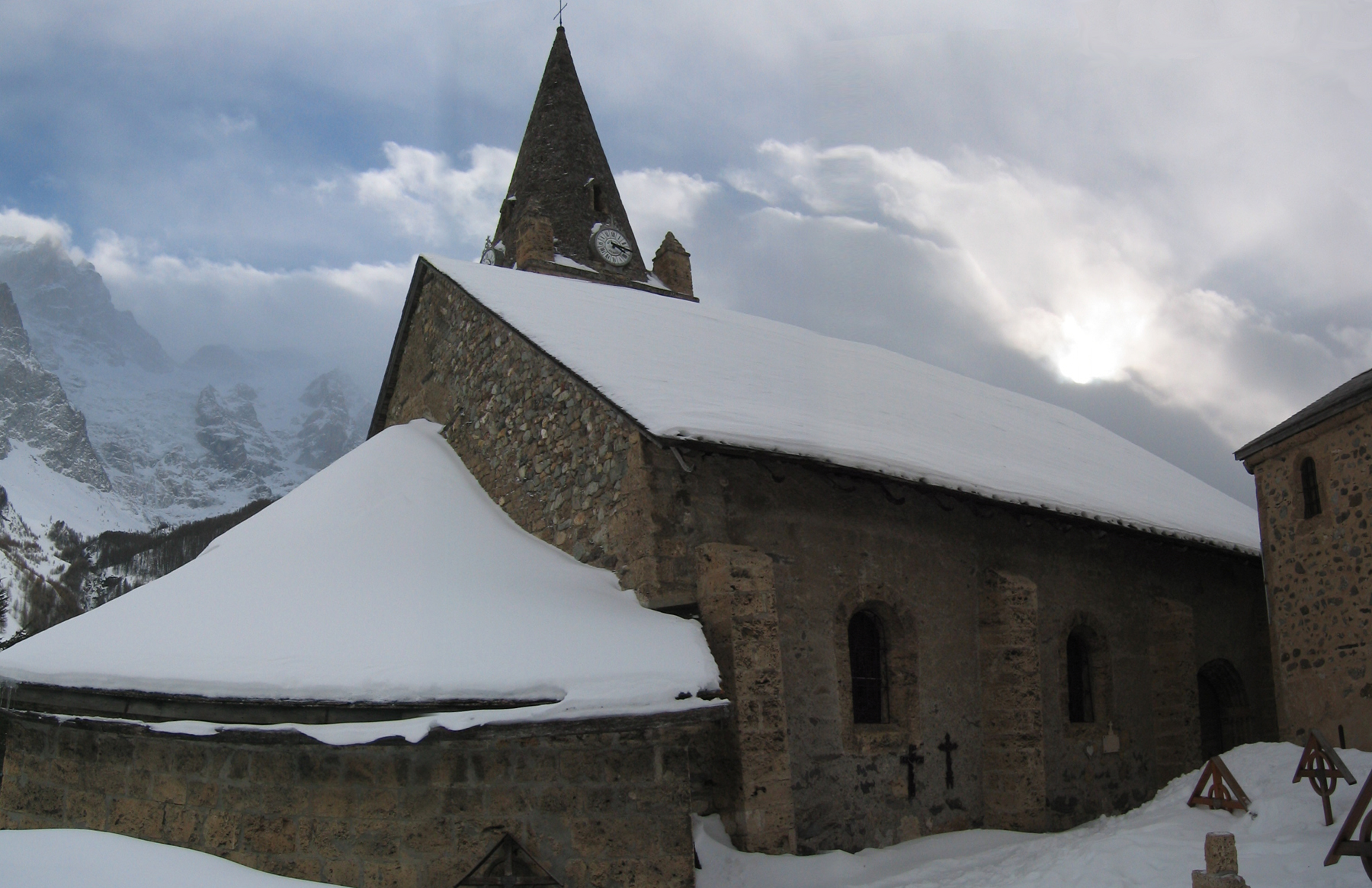
Vue de l'église et du cimetière sous la neige (on aperçoit les croix en bois sur la droite de l'image).

L'église est de plan allongé et comporte trois vaisseaux. Les matériaux de construction des murs sont la pierre, avec notamment du tuf et du schiste, un appareil mixte, et de la pierre de taille. Les éléments de couverture se composent d'un toit à longs pans, d'appentis, d'une croupe polygonale et d'une flèche en maçonnerie pour le clocher ; les matériaux en sont l'ardoise, la pierre et le tuffeau. Elle est aussi caractérisée par un portail roman en plein cintre sur chacune des deux façades latérales.
À l'intérieur, se découvrent une voûte en cul-de-four, des voûtes en berceau, voûtes d'arêtes et voûtes d'ogives.
L'intérieur de l'église est vaste avec trois nefs séparées par des piliers circulaires dont certains ont des chapiteaux décorés. Les fonts baptismaux sont en pierre grise, le mobilier intérieur date des XVIIIe et XIXe siècles.
Elle est bordée d'un cimetière avec des tombes surmontées de croix en bois qui retiennent l'attention ; plusieurs hypothèses existent concernant leur signification, dont celle supposant que le triangle représenterait la sainte Trinité et le cercle l'unicité du Père, du Fils et du Saint Esprit,.

Sur l'un des murs extérieurs de l'église est fixé un panneau de bois qui accueille des plaques commémoratives en forme de cœur et portant chacune le nom et les dates de naissance et de décès d'une personne. Ceci est lié au fonctionnement du cimetière, où les sépultures sont individuelles et soumises à des concessions de trente ans : la plaque permet de garder le souvenir des défunts passés après que l'emplacement de leur tombe ait été réutilisé. 

Photographies de l'église Notre Dame de l'Assomption de La Grave (extérieur)
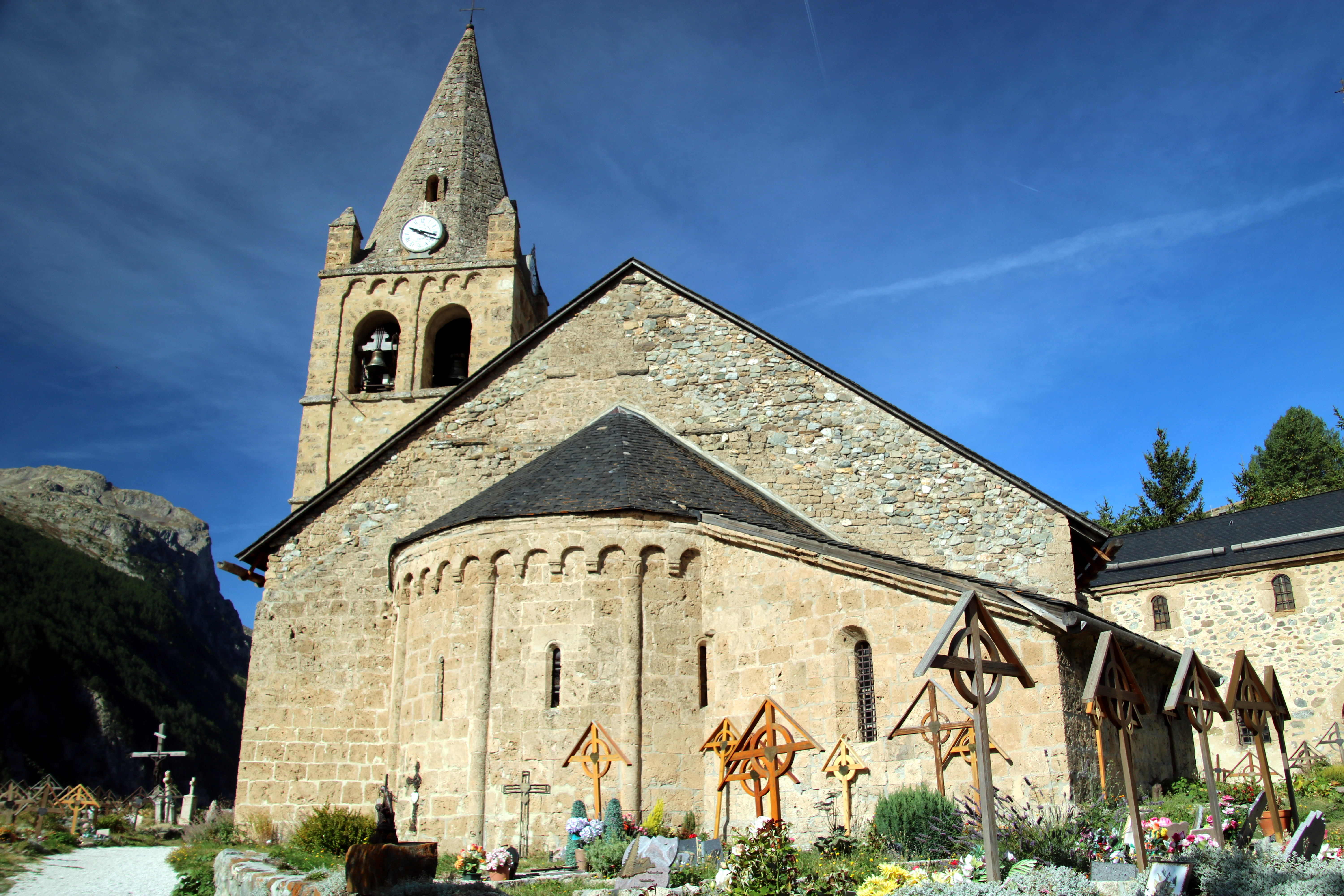
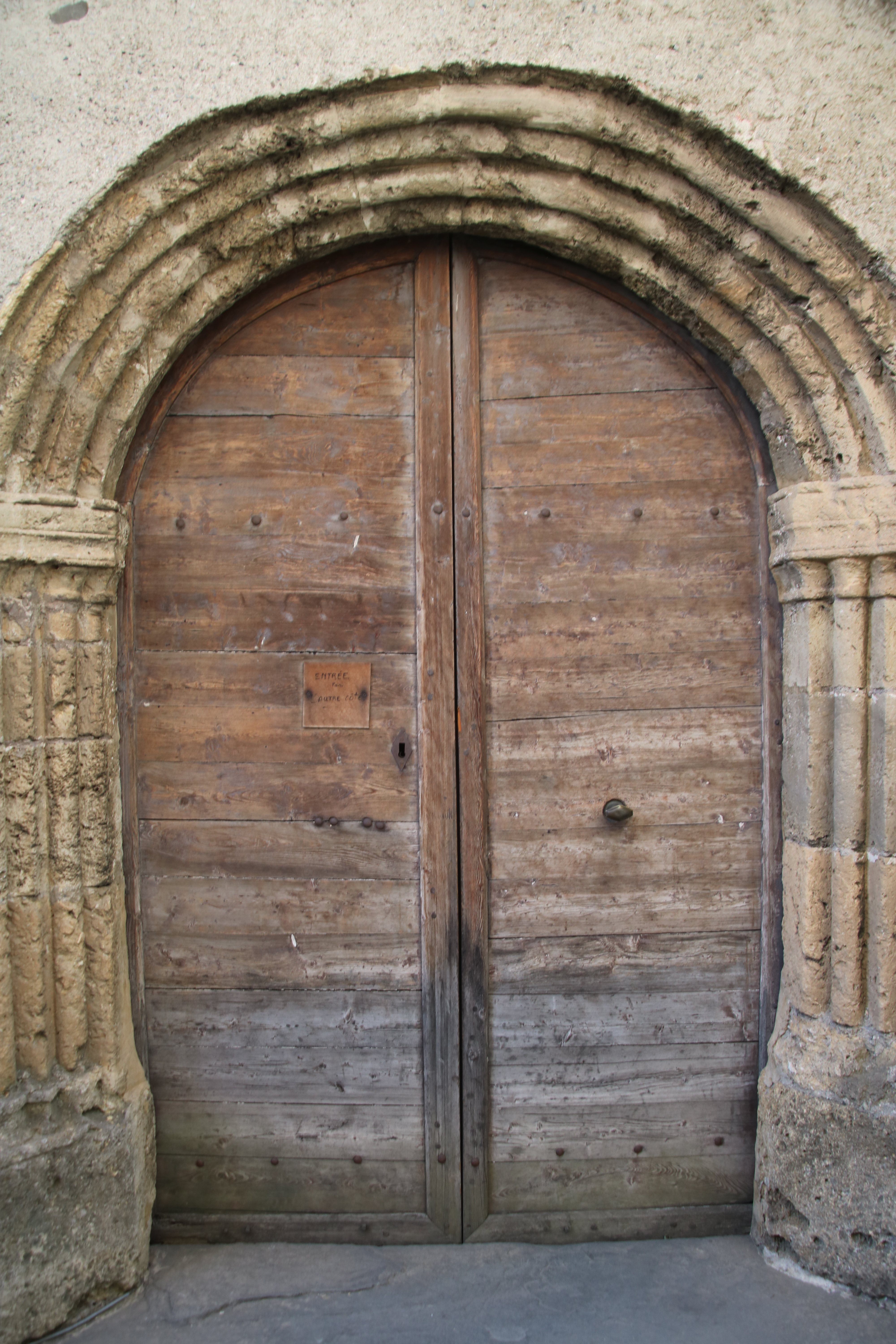
Portail nord, inspiré de formes médiévales
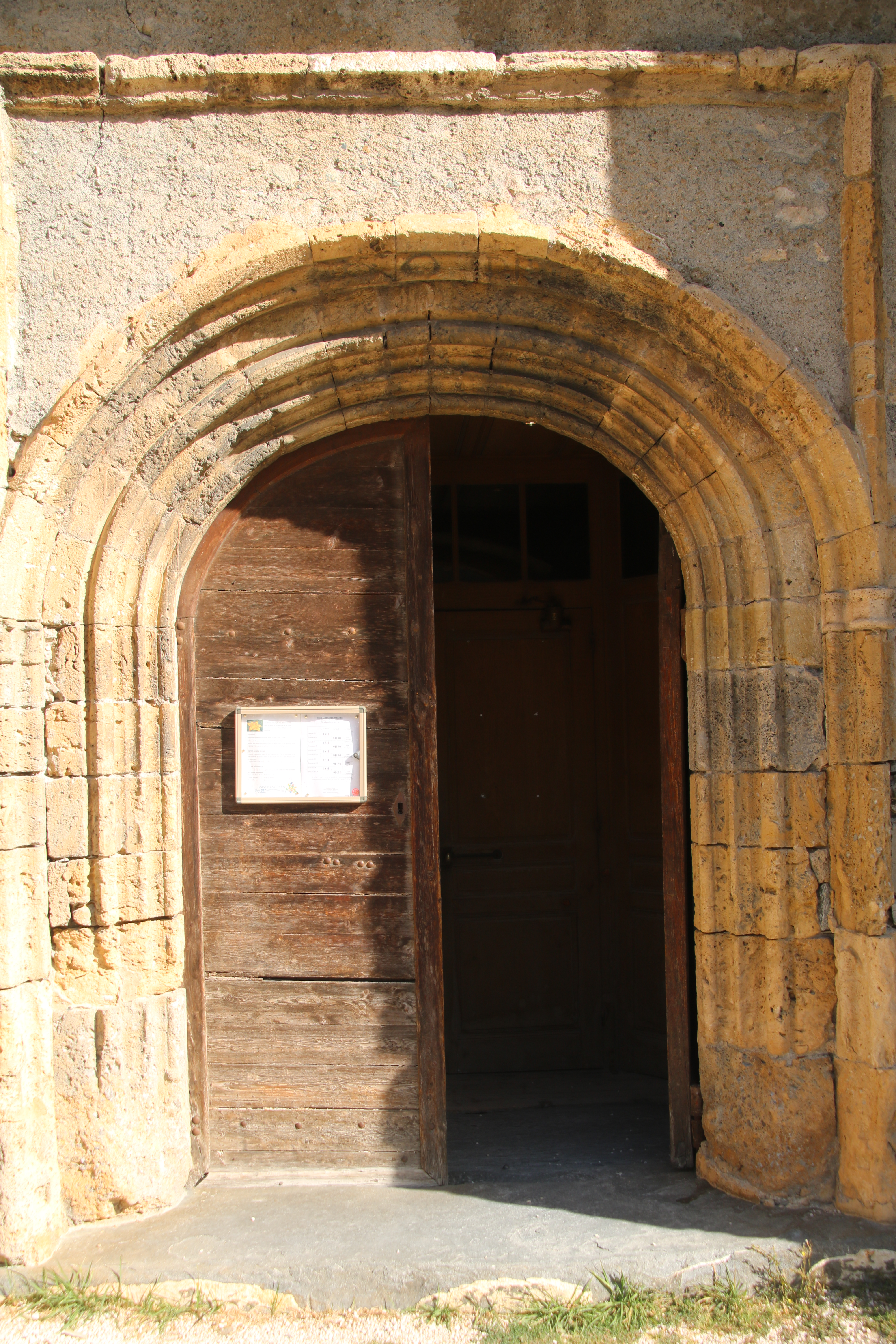
Portail sud, se référant davantage à l'ornementation de la fin du XVe siècle

Photographies de l'église Notre Dame de l'Assomption de La Grave (intérieur)
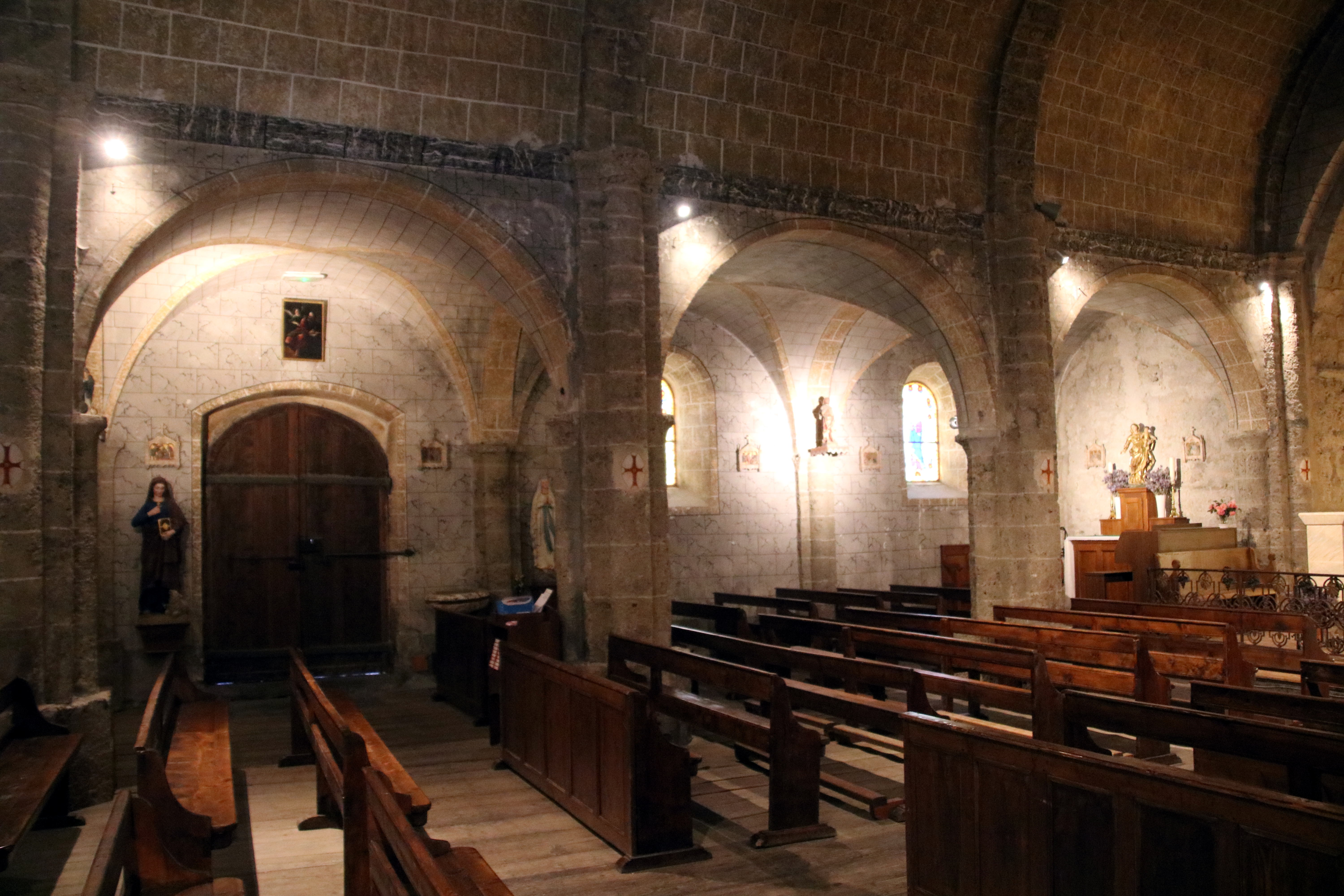
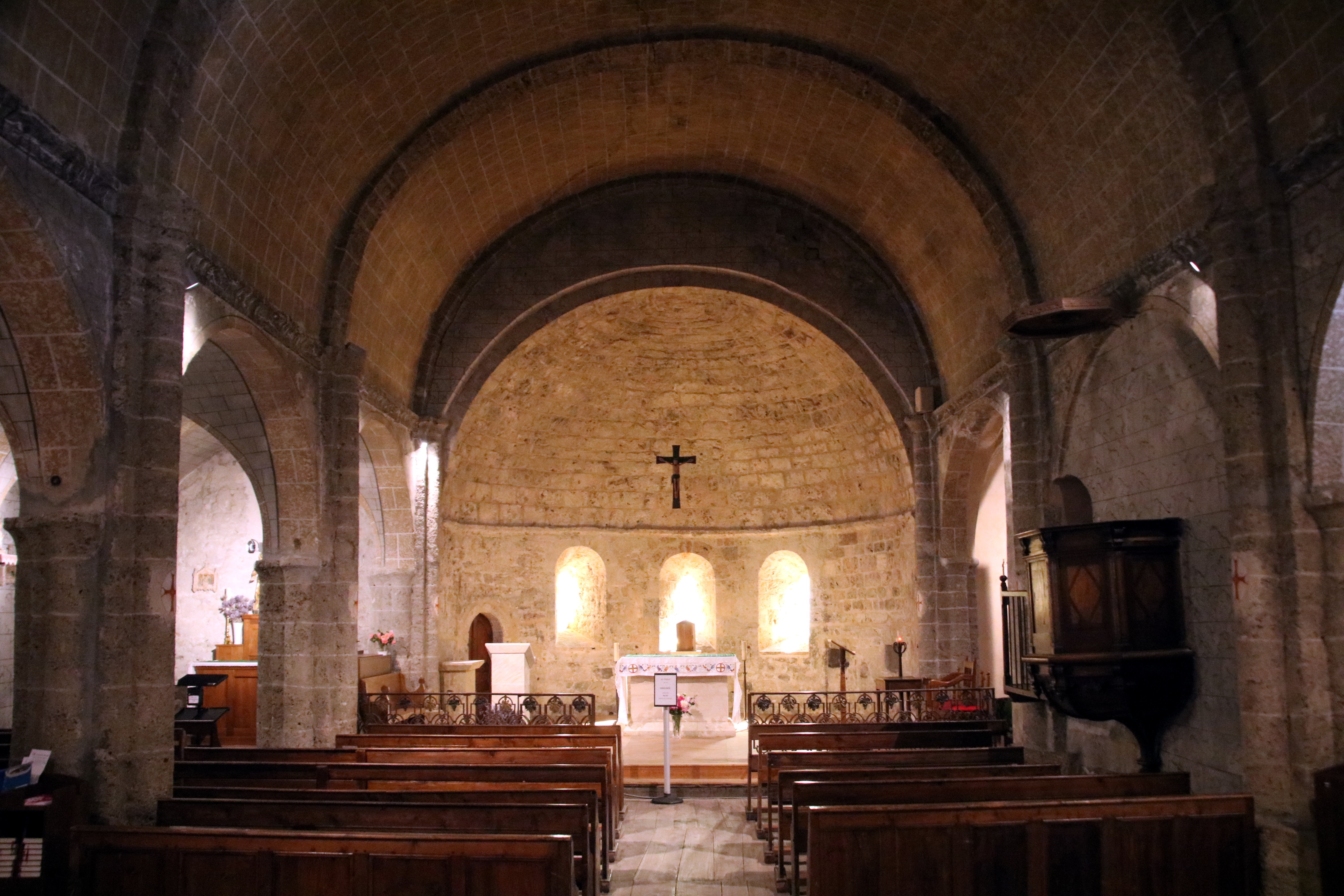
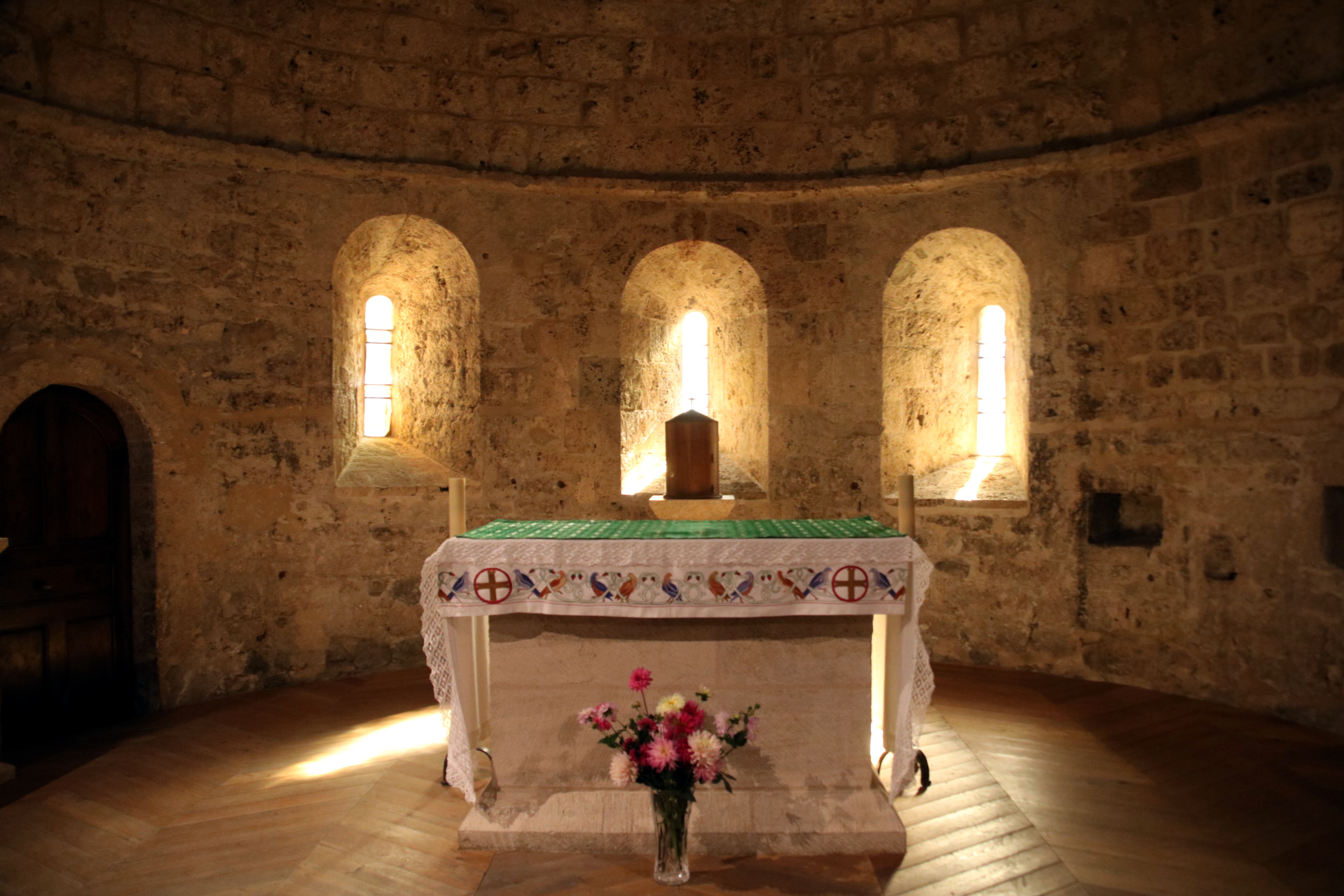
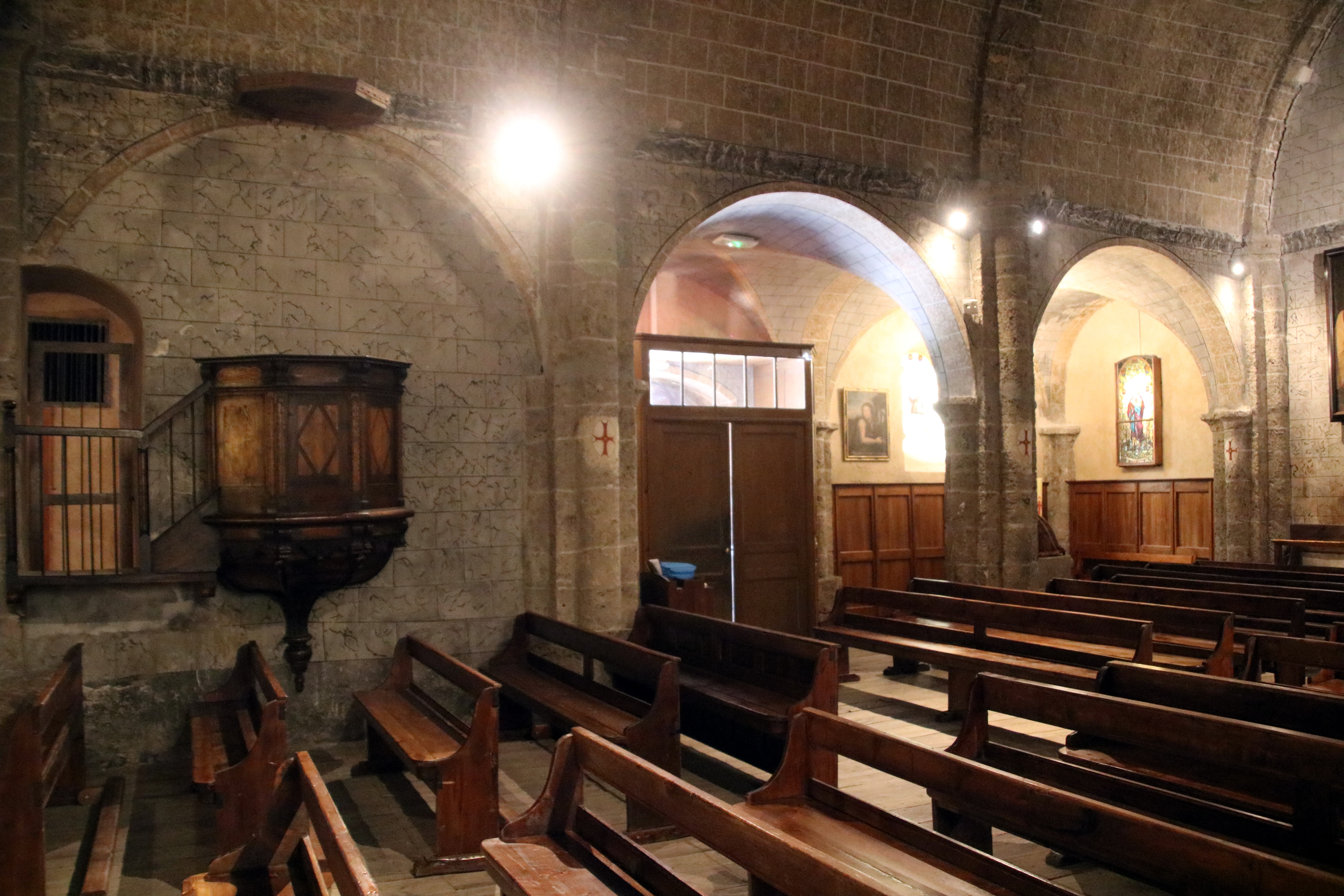
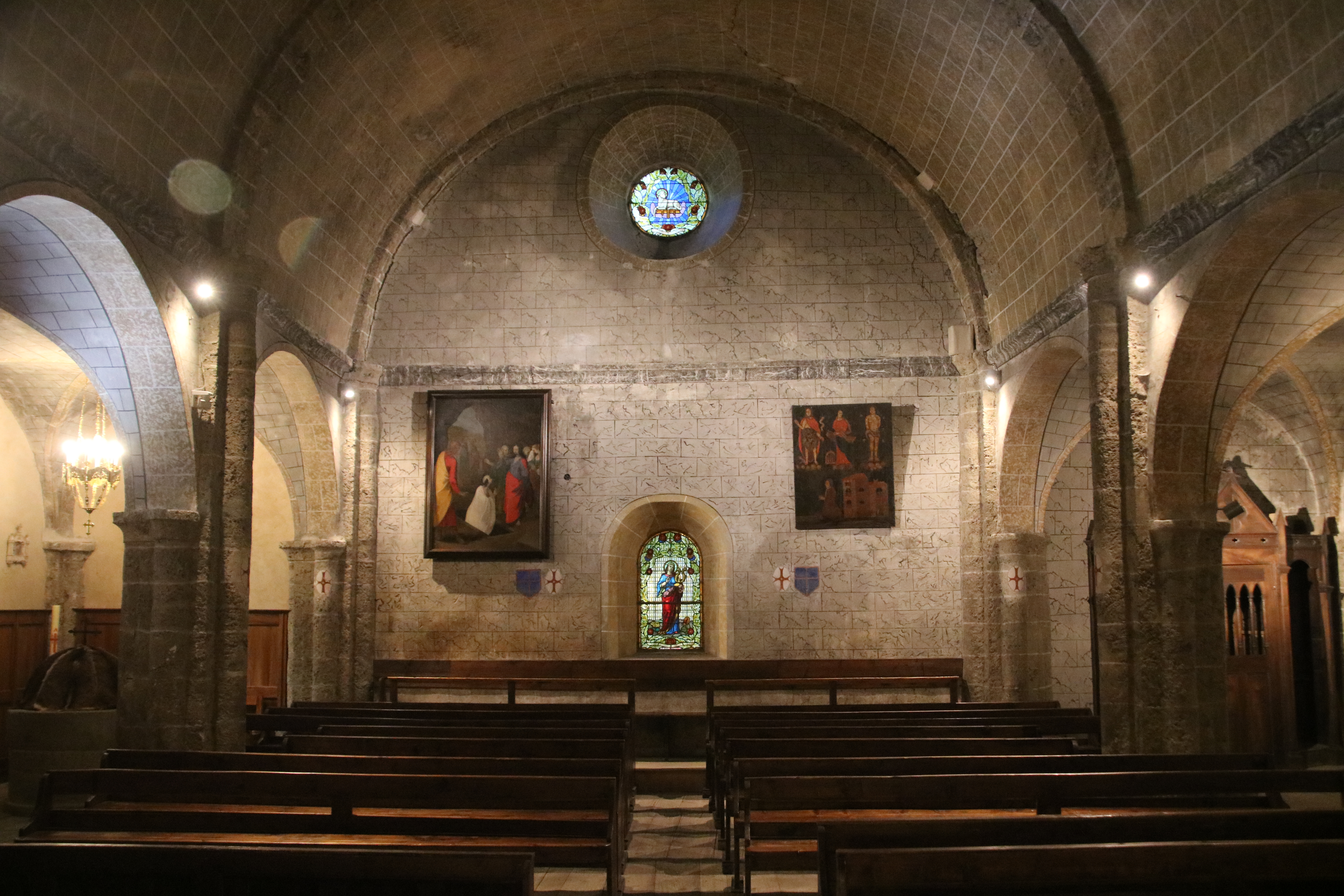

## Monument historique
L'ensemble religieux formé de l'église, la chapelle des Pénitents (Chapelle de Pénitents Blancs de L'Ordre de Notre-Dame de Gonfalons dit Musée d'Art Religieux) et le cimetière a été classé monument historique le 10 juillet 1959.

## Usage actuel
De nos jours, l'église reçoit toujours des offices religieux (messes) mais elle accueille également des concerts, dont certains liés au festival Messiaen au Pays de la Meije, un festival international de musique contemporaine qui se tient chaque année à La Grave et dans les communes voisines.